# 半衿

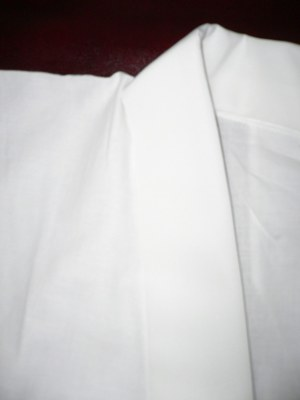
襦袢に縫い付けられた白無地の半衿

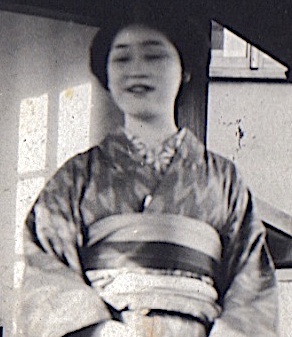
柄半衿の女性（1911年）

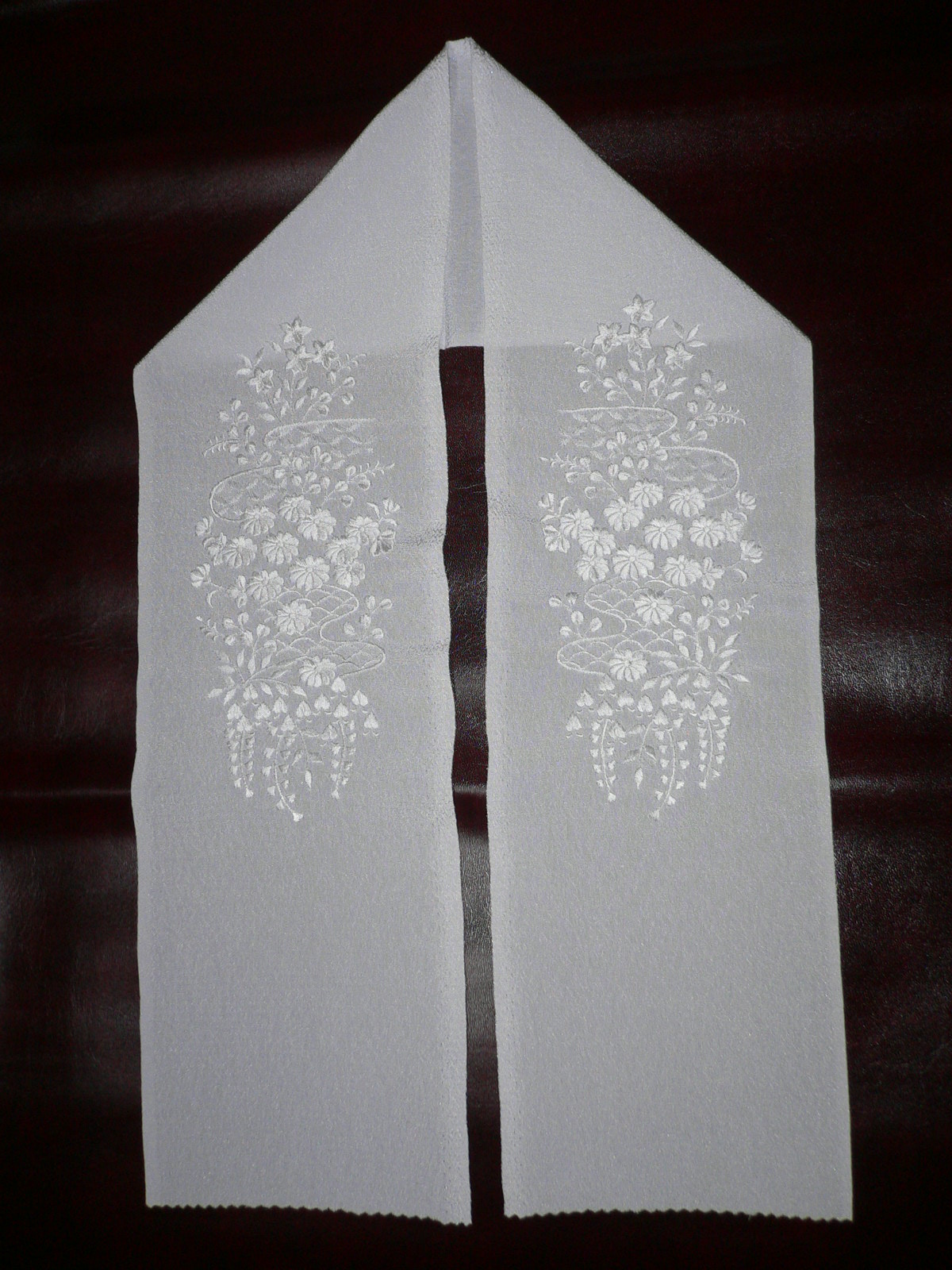
白地に刺繍の半衿

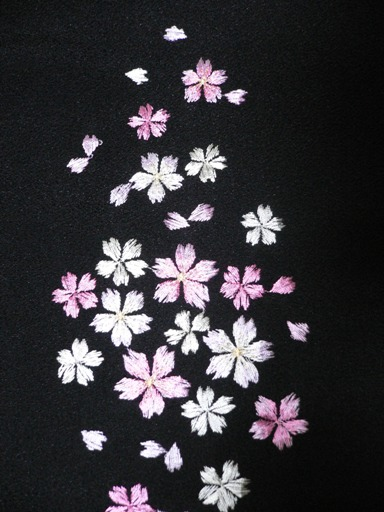
黒地に桜の刺繍の半衿

半衿（はんえり）とは、和服用の下着である襦袢に縫い付ける替え衿のこと。
名前は、その長さが実際の襟の半分程度であることから。
本来の目的は襦袢を埃、皮脂や整髪料から保護するもの（汚れたらはずして洗濯し、何度も使用する）であるが、顔に近い部位に身につけるものであることから着こなしのポイントとして重要視され、刺繍などによる豪華な装飾を施した数十万円近い価格帯の半襟も存在する。
半襟をも下着の一部と考えれば、その一部を見せるのが正式の着用法である点で、世界の民族衣装のなかでも例外的である。背広服のウェストコートの白衿や、セパレートカラーや襞襟のワイシャツに該当する。

## 素材
一般的に、塩瀬羽二重はカジュアルからフォーマルまで広く使われ主流となっているが、縮緬は種類が多くフォーマルに使われるものからカジュアルなものまで幅広く存在する。塩瀬と縮緬の格の違いは確かなものではなく、塩瀬は生地の表面に光沢があり高級感があることもフォーマルの主流となった要因でもあると考えられる。普段着などには丈夫で汚れに強い木綿をあわせることも少なくない。最近では、ポリエステルなども多く出回っている。
女性向けのものとしては、戦前は色衿や刺繍衿が中心であったが、1940年に公布された奢侈（しゃし）品等製造販売制限規則をきっかけに白衿に移行、戦後になり色衿が若干復活するも、高度経済成長期の和服の脱・普段着化に伴い、ほとんど白衿一辺倒となった。現在は、白以外にも、和服の色に合わせて赤、黄、青、緑、桃色、水色、紫など殆んど無数の色が存在する。
ただし、原則として赤い襟は少女向けとされるので、既婚女性は赤色やそれに近い色は避けたほうが無難とされている。
無地のもののほか、刺繍を施したものや刺繍に加えてビーズなどの装飾を加えたものもあるが、模様は季節に準じたものを使うのが大原則。
男性向けのものは、粋好みの黒が最も多く、続いて上品な薄水色、灰色、茶色、深緑、藍など落ち着いた色合いのものが中心。
現在、紋付羽織袴をはじめとする礼装には白無地が一般的だが、昭和初期までは男性の場合礼装にも薄水色か薄灰色、浅黄色、紺を使うのが主流である。

## 襟替え
現在は花柳界の言葉。
少女が掛ける赤い半襟から一人前の女性の白い半襟へ襟を掛け替える習慣を言い、半玉、舞妓などの雛妓が芸妓となることを指す。
半玉はこのときから一人前の玉代を受け取ることが出来、髪形なども変える。襟替え前の雛妓を赤襟とも言う。